# سگان خرسی
سگان خرسی یا آمفی‌سیونید (نام علمی: Amphicyonidae) نام یک تیره منقرض‌شده از زیرراسته سگ‌سانیان است که در اروپا، آمریکای شمالی، آسیا و آفریقا در حدود ۴۲ تا ۲٫۶ میلیون سال پیش یعنی در حدود ۳۹٫۴ میلیون سال زندگی می‌کردند. این موجودات دارای گونه‌های مختلف با اندازه و وزن‌های متنوع بودند. کوچک‌ترین گونه‌ها به اندازه یک گورکن بودند و حدود ۵ کیلوگرم وزن داشتند و بزرگ‌ترین گونه‌ها نیز به اندازه یک خرس بودند و تا ۶۰۰ کیلوگرم وزن داشتند.
رژیم غذایی
دندان‌های سگان خرس به شکلی بود که اجازه یک رژیم غذایی همه چیزخوار را می‌داد، مانند خرس‌ها و سگ‌های امروزی. طعمه‌ها برای سگ‌های خرسی کوچک شامل جوندگان بود، در حالی که سگ‌های  خرسی بزرگ‌تر می‌توانستند جانوران بزرگ‌تر مانند گراز وحشی را شکار کنند. سگ‌های خرسی نیز ممکن است از برگ‌ها و توت‌ها تغذیه کرده باشند.